# Aanslag op Napoleon III

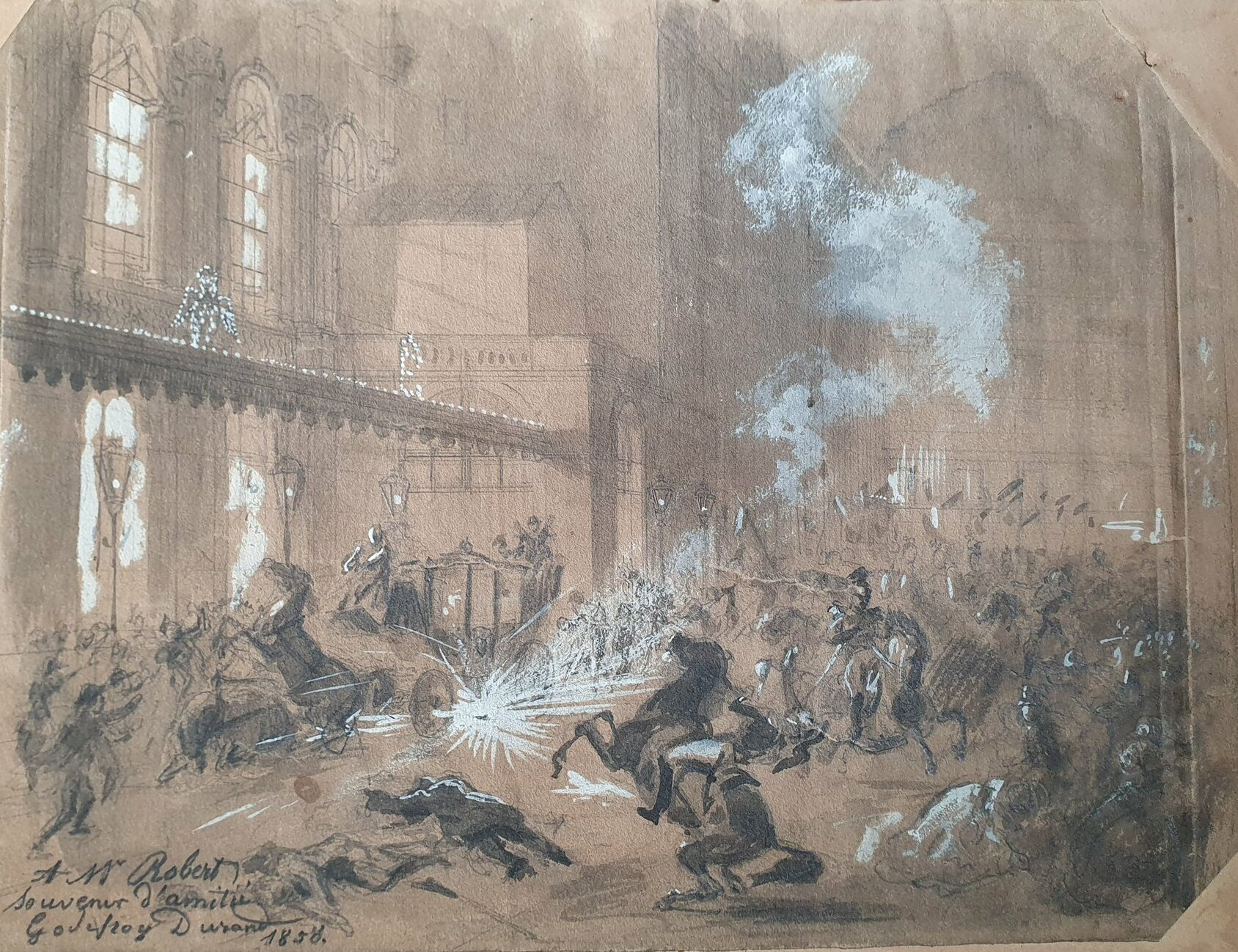
Tekening van Godefroy Durand, gemaakt op de avond van de aanslag

De mislukte aanslag op Napoleon III vond plaats in Parijs op 14 januari 1858 en werd gepleegd door de Italiaan Felice Orsini en enkele medeplichtigen. Keizer Napoleon III bleef ongedeerd en keizerin Eugénie raakte gewond.

## Felice Orsini

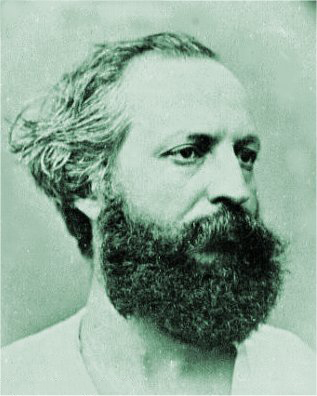
Felice Orsini na de aanslag.

Felice Orsini was een Italiaanse revolutionair en patriot, die voorstander was van de Risorgimento (de eenmaking van Italië). Hij was lid van de Jong Italië-beweging. Hij stelde de Franse keizer Napoleon III verantwoordelijk voor de mislukking van de Romeinse Republiek in 1849 en zag hem als een tegenstander van de Risorgimento.

## Verloop van de aanslag

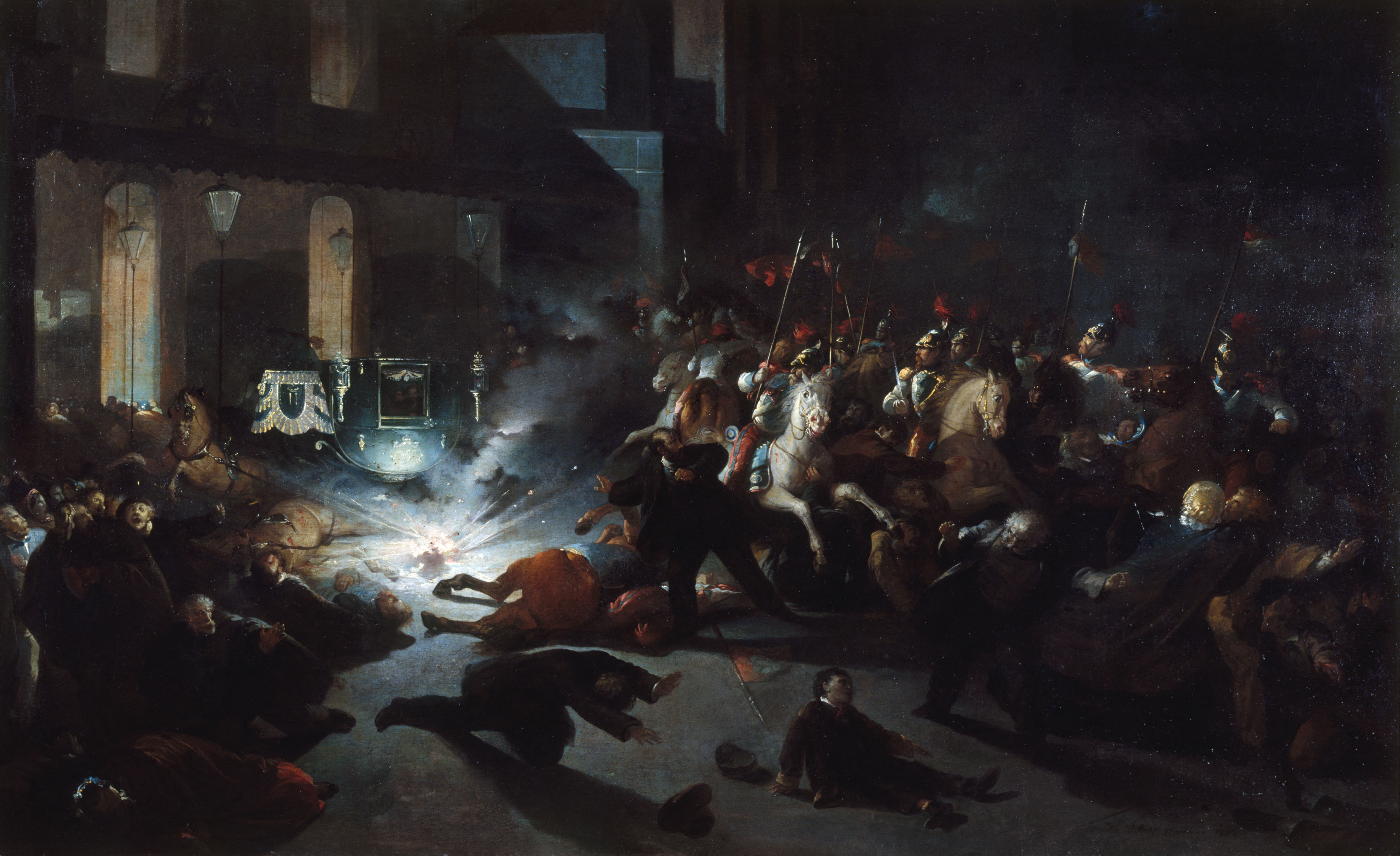
Schilderij van de mislukte aanslag op Napoleon III (H. Vittori, 1862)

Felice Orsini verborg vakkundig zijn geplande aanslag door deel te nemen aan pacifistische propaganda voor de onafhankelijkheid van Italië. Tegelijkertijd zocht hij toenadering tot Camillo Cavour. Die hield echter contact af, daar hij Orsini als gevaarlijk beschouwde. Ook de relatie met Giuseppe Mazzini vertroebelde. Die kon deze toenadering tot Cavour niet appreciëren. Hierop besloot Orsini eind 1857 om alleen een aanslag op Napoleon III voor te bereiden. Hij hoopte daarmee een revolutie te ontketenen in Frankrijk, die vervolgens weerslag zou hebben op Italië. Al snel kwam hij echter tot de vaststelling handlangers nodig te hebben.
In deze periode had Orsini zich in Londen gevestigd. Daar had hij contact met Thomas Allsop en met Simon Bernard, een Frans chemicus die republikeinsgezind was en daardoor de afkeer voor Napoleon III deelde met Orsini. Hij diende de bom te ontwikkelen die bij de aanslag zou worden gebruikt. Tegelijkertijd recruteerde Orsini nog drie medeplichtigen, met name Giovanni Andrea Pieri, Antonio Gomez en Carlo di Rudio.
Na lang de gewoonten van de keizer te hebben bestudeerd, vernamen de samenzweerders dat het keizerlijke echtpaar op donderdag 14 januari 1858 een operavoorstelling zou bijwonen in de Opéra Le Peletier. De aankomst van keizer Napoleon III en keizerin Eugénie was voorzien voor 20u30. Rond 19u kwamen de samenzweerders ter plaatse. Pieri ging postvatten in de Rue Le Peletier, terwijl Gomez, di Rudio en Orsini zich recht tegenover het operagebouw plaatsten. Nog voor de aanslag plaatsvond, werd Pieri opgepakt. Hij had reeds eerder het voorwerp van politioneel onderzoek uitgemaakt en werd door een vredesofficier herkend. Men ontdekte dat hij een bom, een pistool en een dolk in zijn bezit had. Hoewel Pieri werd opgesloten in het meest nabije politiekantoor, werd hij niet ondervraagd, waardoor hij de andere samenzweerders en hun plannen niet heeft kunnen verraden.
Rond 20u30 verscheen de keizerlijke escorte op de Boulevard des Italiens. Toen de escorte voor de opera halt hield, gooide Gomez de eerste bom onder de paarden van de escorte, waarop een enorme knal weerklonk. Een korte tijd later werd een tweede ontploffing gehoord. Deze keer was het di Rudio die zijn bom onder de kink in de kabel gooide. De derde bom, die van Orsini, kwam tot ontploffing onder een van de rijtuigen. In de gebouwen rond de aanslag barstten veel ruiten en er ontstond paniek. Twaalf mensen overleefden de aanslag niet en 156 mensen raakten gewond. Keizer Napoleon III wist ongedeerd te ontkomen, op een snee in zijn neus na. Keizerin Eugénie lag gewond op straat, bedekt met bloed, maar bleef gezond en wel.

## Gevolgen
Het gegeven dat Orsini een Italiaanse revolutionair was, zette Napoleon III ertoe aan zich toe te leggen op de Risorgimento, de eenmaking van Italië. Hiertoe organiseerde hij met Camillo Benso di Cavour de geheime ontmoeting van Plombières op 21 juli 1858, enkele maanden na de aanslag.
Felice Orsini, die ter dood was veroordeeld, werd geëxecuteerd in Parijs op 13 maart 1858.
De positie van de politiek verantwoordelijke minister van Binnenlandse Zaken Adolphe Billault kwam ter discussie na de aanslag. Op 7 februari 1858 werd hij in de regering-Bonaparte III vervangen door Charles-Marie-Esprit Espinasse. Billault keerde in 1859 evenwel terug in de regering en dat bovendien op hetzelfde departement.